# Classe Yorktown (portaerei)
La classe Yorktown di portaerei venne costruita dagli Stati Uniti d'America non molto prima della seconda guerra mondiale in una serie di tre. Le prime due navi, la Yorktown (CV-5) e la Enterprise (CV-6), entrarono in servizio nel 1937 e 1938. La lezione appresa dall'opera di conversione dei grandi incrociatori da battaglia classe Lexington, rispetto all'espressamente costruito Ranger (CV-4), insegnò alla marina che le grandi portaerei, piuttosto che le piccole, erano operativamente più flessibili e durevoli. Grazie a queste lezioni la marina costruì le nuove portaerei nel più grande tonnellaggio (25.000 tons) permesso dai trattati dell'epoca. Le navi risultarono grandi, flessibili e potenti, dando all'US Navy una forza complessiva di cinque portaerei per un totale di 134.000 tons, che in aggiunta alle 20.000 tons della Wasp (CV-7) portarono la US Navy fino al valore limite del trattato. La fine dei trattati nel 1937 permise alla US Navy di costruire ulteriori portaerei, la prima portaerei di questo nuovo programma fu un'altra portaerei classe Yorktown, la Hornet (CV-8), entrata in servizio nel 1941. Miglioramenti al progetto delle Yorktown portarono al progetto della classe Essex.
Solo l'Enterprise sopravvisse alla seconda guerra mondiale: la Yorktown affondò alla battaglia delle Midway, la Hornet in quella di Santa Cruz. La Enterprise persistette diventando la nave più frequentemente decorata della guerra. Venne messa fuori azione il 14 maggio 1945 da un kamikaze che distrusse l'elevatore e danneggiò gravemente il ponte dell'hangar. Il giorno della vittoria sul Giappone non era ancora operativa e venne successivamente equipaggiata per l'Operazione Magic Carpet, riportando più di 10.000 veterani a casa dall'Europa. Cancellata dalla lista delle navi operative nel 1959 venne smantellata nel 1960 dopo il fallimento di tentativi multipli di preservarla come nave museo.
Per la fine della seconda guerra mondiale l'Enterprise era stata notevolmente modificata, il suo dislocamento finale fu di 27.535 t e il suo armamento potenziato. La classe Yorktown si dimostrò vulnerabile ai siluri e mentre veniva sottoposta a riparazioni alla fine del 1942 l'Enterprise ricevette anche un estensivo riattamento, che incluse una cintura protettiva antisiluri che aumentò significativamente la sua protezione subacquea.

## Le navi della classe
| Nome       | Identificativo | Data dell'impostazione | Data del varo (madrina)                    | Data della consegna (primo ufficiale al comando) | Destino finale                                                |
| ---------- | -------------- | ---------------------- | ------------------------------------------ | ------------------------------------------------ | ------------------------------------------------------------- |
| Yorktown   | CV-5           | 21 maggio 1934         | 4 aprile 1936 (Mrs. Franklin D. Roosevelt) | 30 settembre 1937 (Capitano Ernest McWhorter)    | Persa nella Battaglia delle Midway, 5 giugno 1942             |
| Enterprise | CV-6           | 16 luglio 1934         | 3 ottobre 1936 (Mrs. Claude Swanson)       | 12 maggio 1938 (Capitano N. H. White, Jr.)       | Smantellata, 1º luglio 1958.                                  |
| Hornet     | CV-8           | 25 settembre 1939      | 14 dicembre 1940 (Mrs. Frank Knox)         | 20 ottobre 1941 (Capitano Marc Mitscher)         | Persa nella Battaglia delle isole Santa Cruz, 26 ottobre 1942 |